# Rita Fromm (política)
Rita Fromm (1 de maio de 1944) foi uma política alemã do Partido Democrático Liberal (FDP) e ex-membro do Bundestag alemão.

## Vida
Rita Fromm foi membro do Bundestag alemão de 1980 a 1983. De 1989 a 2014 foi vereadora no conselho municipal de Karlsruhe.

## Literatura
Herbst, Ludolf; Jahn, Bruno (2002).  Vierhaus, ed. Biographisches Handbuch der Mitglieder des Deutschen Bundestages. 1949–2002 (em alemão). München: De Gruyter - De Gruyter Saur. 1715 páginas. ISBN 978-3-11-184511-1